# Kiss Alive 35
Kiss Alive 35 — серия концертных альбомов американской рок-группы Kiss из двух CD, с записью, одного из европейских шоу из концертного тура KISS Alive/35 World Tour 2008 года. Изданы в 2008-2009 гг.

## Об альбоме
Диски записывались и распространялись на живых концертах. Каждое шоу имело свой лимит сделанных записей в 1500 CD. Список композиций слегка отличался для каждого концерта, однако песни в основном те же, что и на концертном альбоме 1975 года Alive!, коммерчески успешным для группы

## Обложка
На обложке альбома группа изображена в традиционном гриме в составе: Пол Стэнли, Джин Симмонс, Томми Тайер, Эрик Сингер.

## Список композиций
Хотя список дорожек и отличается в зависимости от шоу и два CD могут быть разделенны в разных местах, большая часть альбомов включает следующие песни :
CD 1
1. Deuce
2. Strutter
3. Got To Choose
4. Hotter Than Hell
5. Nothin' To Lose
6. C’mon And Love Me
7. Parasite
8. She
9. 100,000 Years

CD 2
1. Cold Gin
2. Let Me Go Rock 'N Roll
3. Black Diamond
4. Rock and Roll All Nite
5. Shout It Out Loud
6. Lick It Up
7. I Love It Loud
8. I Was Made For Lovin' You
9. Love Gun
10. Detroit Rock City